# القزة (غيل بن يمين)
'

تعديل مصدري - تعديل

القزة هي إحدى قرى عزلة غيل بن يمين بمديرية غيل بن يمين التابعة لمحافظة حضرموت، بلغ تعداد سكانها 508 نسمة حسب تعداد اليمن لعام 2004.